# L'estate passata
L'estate passata (Geçen Yaz) è un film del 2021 diretto da Ozan Açiktan.
Pellicola turca nella quale non è mai citato esplictamente l'anno in cui si svolge l'azione, ma vi sarebbe evidenza che si tratti del 1997. Però curiosamente in alcuni paesi risulta intitolata Summer '96, ovvero "Estate 1996".

## Trama
Bodrum, seconda metà anni '90. Come ogni anno Deniz e la sua famiglia si ritrovano per le vacanze estive in un villaggio vacanze in cui si incontrano più o meno con le solite persone. Quest'anno Deniz, ormai sedicenne, agli occhi di tutti è però sbocciato dal punto di vista fisico, facendosi notare anche da ragazze più grandi di lui. Tra queste, in particolare, un'amica della sorella Ebru, la diciottenne Asli, della quale Deniz è da sempre innamorato.
Sentendosi maturato e in grado di affrontare le ragazze con nuova consapevolezza, Deniz, che comunque è inesperto e impacciato, si concentra su Asli, ben sapendo che conquistarla sia un'impresa piena di ostacoli. 
Mentre la sorella porta avanti una relazione tormentata con Kaan, l'amico di questi, l'intraprendente Burak, in breve fa amicizia con Deniz e si innamora di Asli. Questa sulle prime lo disprezza, ma poi cambia diametralmente atteggiamento suscitando la gelosia di Deniz.
A margine della grande festa di fine estate, in una discoteca nella quale i minorenni non riescono neanche ad accedere, Deniz scorge Burak baciare un'altra ragazza e si scaglia violentemente contro lo stesso, per la mancanza di rispetto mostrata nei confronti di Asli. Burak poi perdona Deniz che, ora, ha il coraggio di confessarsi ad Asli che sembrava attendere da tempo questo momento.
Le vacanze sono finite e tutti tornano a casa con le proprie famiglie. Mentre sono già in auto, Ebru consegna a Deniz un messaggio di Asli tutto per lui. Emozionato, il ragazzo scopre che Asli gli ha dato il numero del cellulare che ha appena acquistato, e dunque capisce che non dovrà aspettare un altro anno per ricontattarla...

## Distribuzione
Il film è stato distribuito in anteprima sulla piattaforma Netflix il 9 luglio 2021.